# Чауру
Чауру (рум. Ceauru) — село у повіті Горж в Румунії. Входить до складу комуни Белешть.
Село розташоване на відстані 237 км на захід від Бухареста, 6 км на південний захід від Тиргу-Жіу, 90 км на північний захід від Крайови.

## Населення
За даними перепису населення 2002 року у селі проживали 2185 осіб. Усі жителі села рідною мовою назвали румунську.
Національний склад населення села:
| Національність | Кількість осіб | Відсоток |
| -------------- | -------------- | -------- |
| румуни         | 2092           | 95,7%    |
| цигани         | 93             | 4,3%     |